# Xanthorhoe chlorocapna
Xanthorhoe chlorocapna är en fjärilsart som beskrevs av Edward Meyrick 1925. Xanthorhoe chlorocapna ingår i släktet Xanthorhoe och familjen mätare. Inga underarter finns listade i Catalogue of Life.